# Sommesnil
Sommesnil ist eine französische Gemeinde mit 112 Einwohnern (Stand: 1. Januar 2022) im Département Seine-Maritime in der Region Normandie (vor 2016 Haute-Normandie). Sie gehört zum Arrondissement Dieppe (bis 2017 Le Havre) und zum Kanton Saint-Valery-en-Caux (bis 2015 Ourville-en-Caux).

## Geographie
Sommesnil liegt etwa 50 Kilometer nordwestlich von Rouen. Umgeben wird Sommesnil von den Nachbargemeinden Le Hanouard im Norden und Nordwesten, Oherville im Norden und Nordosten, Robertot im Osten, Héricourt-en-Caux im Süden und Südosten sowie Cleuville im Süden und Westen.

## Bevölkerungsentwicklung
| Jahr                      | 1962 | 1968 | 1975 | 1982 | 1990 | 1999 | 2006 | 2013 |
| Einwohner                 | 106  | 80   | 64   | 62   | 66   | 84   | 86   | 96   |
| Quelle: Cassini und INSEE |      |      |      |      |      |      |      |      |

## Sehenswürdigkeiten
- Kirche Notre-Dame